# Balázs Sándor (kertészmérnök)
Balázs Sándor (Szegvár, 1925. november 24. – 2016. február 8.) magyar kertészmérnök, mikológus, egyetemi tanár, a Magyar Tudományos Akadémia rendes tagja. Kutatási területe a makrogombák háziasítása és termesztése, az alkalmazott mikológia és a gombatáptalajok. Jelentős mikológiai (gombakutatási) iskolát hozott létre. 1972 és 1993 között a kecskeméti Zöldségtermesztési Kutatóintézet igazgatója, illetve főigazgatója.

## Életpályája
Egyetemi tanulmányait a Gödöllői Agrártudományi Egyetemen végezte, itt szerzett mezőgazdászdiplomát 1952-ben. Ennek megszerzése után a Kertészeti Egyetemen (ma a Budapesti Corvinus Egyetem része) kapott tanársegédi állást a zöldségtermesztési tanszéken (ma: zöldség- és gombatermesztési tanszék). 1955-ben adjunktussá, 1959-ben egyetemi docenssé nevezték ki, majd 1982-ben vehette át egyetemi tanári megbízását. Közben 1972 és 1993 között a kecskeméti Zöldségtermesztési Kutatóintézet (ma zártkörűen működő részvénytársaság) igazgatója, illetve a szervezeti átalakítás után főigazgatója volt, ezt követően tudományos tanácsadói megbízást kapott. A kutatóintézet vezetésétől történt visszavonulás után 1995-ig az egyetemi tanszék vezetője volt. Ekkor nyugdíjba vonult, később professor emeritusi kinevezést kapott.
1965-ben védte meg a mezőgazdasági tudományok kandidátusi, 1975-ben akadémiai doktori értekezését. Az MTA Kertészeti Bizottságának és a Szegedi Akadémiai Bizottságnak lett tagja, utóbbinak 1985–1990-ben alelnöke volt. 1982-ben választották meg a Magyar Tudományos Akadémia levelező, 1990-ben pedig rendes tagjává. Közben a Tudományos Minősítő Bizottság termesztési mezőgazdasági szakbizottságának, később az MTA Doktori Tanácsának volt tagja, valamint bekerült a Szociális Bizottságba is. Akadémiai tisztségei mellett a Magyar Kertészeti Tanácsban is dolgozik, 1992-ben elnökévé választották. A ZKI Bulletin, a Hajtatás, korai termesztés és a Kertgazdaság című tudományos szakfolyóiratok szerkesztőbizottságának tagja volt.

## Munkássága
Fő kutatási területe a makrogombák háziasítása és termesztése, az alkalmazott mikológia és a gombatáptalajok.
A gombatermesztés területén a magyarországi ehető gombák termesztésmódjának kialakításával (a mikrohizás fajok kivételével), valamint a mesterséges megvilágítás és a szárazhőkezelés lehetőségeivel foglalkozott (utóbbiban elért eredményeit a zöldségtermesztésben is alkalmazzák). Nevéhez fűződik az univerzális táptalaj hőkezelésének üzemi hasznosítási lehetőségeinek kidolgozása. Több gombafaj (pl. egyes laskafajok) részletes biotechnológiai kérdéseit, a komposzttalajok termelékenységének javítási lehetőségeit kutatja. A 2000-es években a szalmás táptalajok produktivitásának emelésén dolgozott, elsősorban a nitrogén tartalmának növelésével. Négy új gombafajt fejlesztett ki.
Több mint százötven tudományos publikáció szerzője vagy társszerzője, ebből kilenc könyv és hét könyvfejezet. Munkáit elsősorban magyar, angol és német nyelven adta közre. Négy szabadalmat jegyeztetett be.

## Díjai, elismerései
- Állami Díj (1988) – A zöldségtermesztés fejlesztése tudományos megalapozása és a magas szintű oktató-nevelő munka terén elért eredményeiért. Megosztott díj Cselőtei Lászlóval.
- A Magyar Köztársasági Érdemrend középkeresztje (1996)
- Akadémiai Szabadalmi Nívódíj (2004)
- a Szent István Egyetem díszdoktora

## Főbb publikációi
- Kertészek új kézikönyve (1969)
- Zöldségkülönlegességek (1973)
- Gombatermesztés (1973)
- Termesztett gombáink (1982)
- Az ehető gombák termesztésének helyzete és lehetőségei : akadémiai székfoglaló, 1983. január 14. (1984)
- Paradicsomtermesztés (1985)
- Hitzebehandlung des trockenen Substates im Peurotos-Anbau (1985)
- Zöldségtermesztők kézikönyve (1989, 1994)
- Champignonanbau auf Stroh ohne Kompostierung (1989)
- Új eredmények a hazai gombatermesztésben (1991)
- Anbauversuche mit Shiitake in Ungarn (1994)
- Production Trials with Agrocybe aegerita  (1994)
- The Situation of Edible Mushroom Production and Research in Hungary (társszerző, 1994)
- Microbiological Characteristics of Substrates Prepared by Heat-treatment (társszerző, 1995)
- A zöldséghajtatás kézikönyve (2000)
- Az ehető gombák termesztése (2003)
- Mushroom Production and Research (társszerző, 2006)